# Pycnonotus
Pycnonotus es un género de aves paseriformes perteneciente a la familia Pycnonotidae. Sus miembros son propios de África y Asia.

## Especies

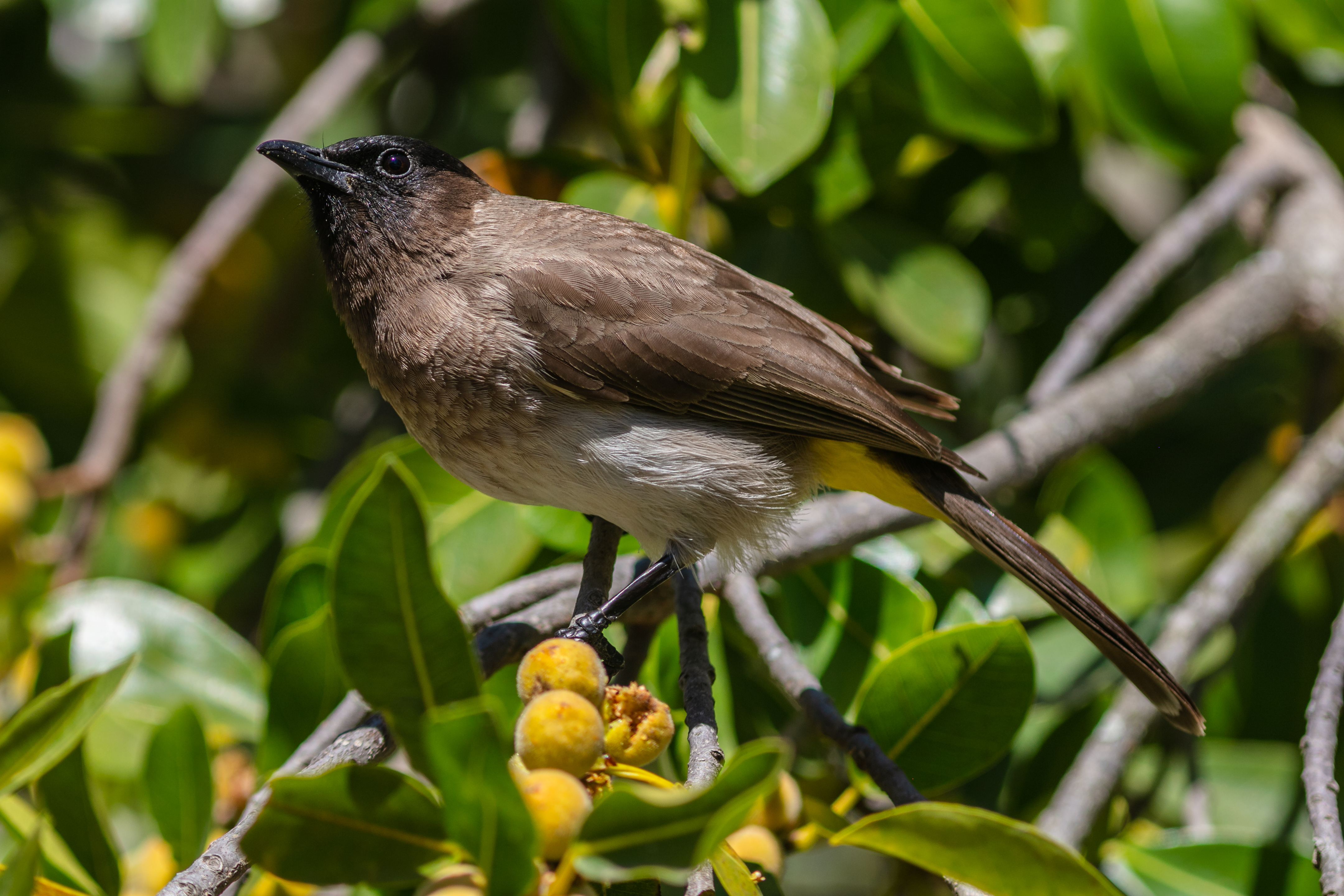
Pycnonotus tricolor.

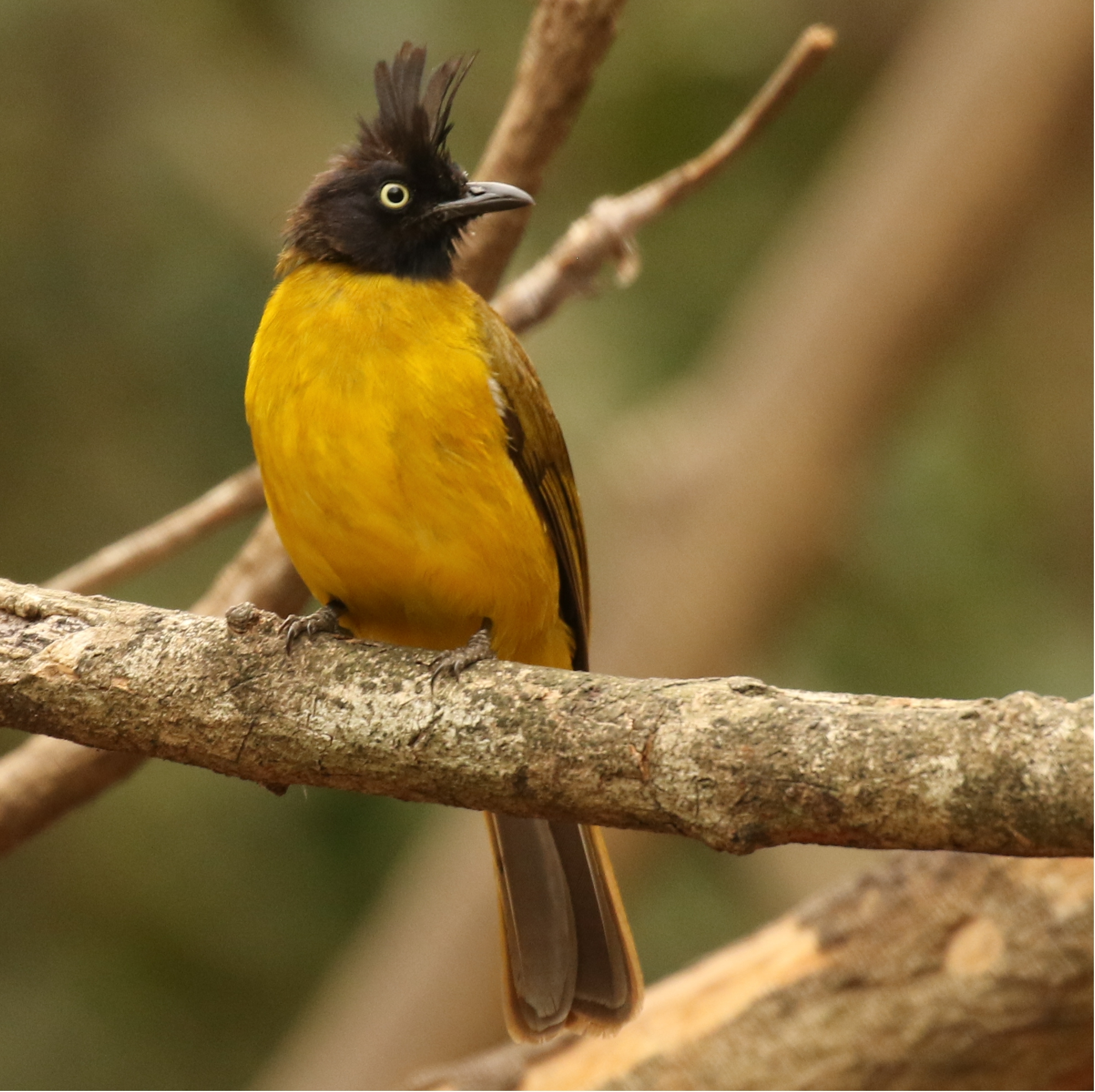
Pycnonotus flaviventris.

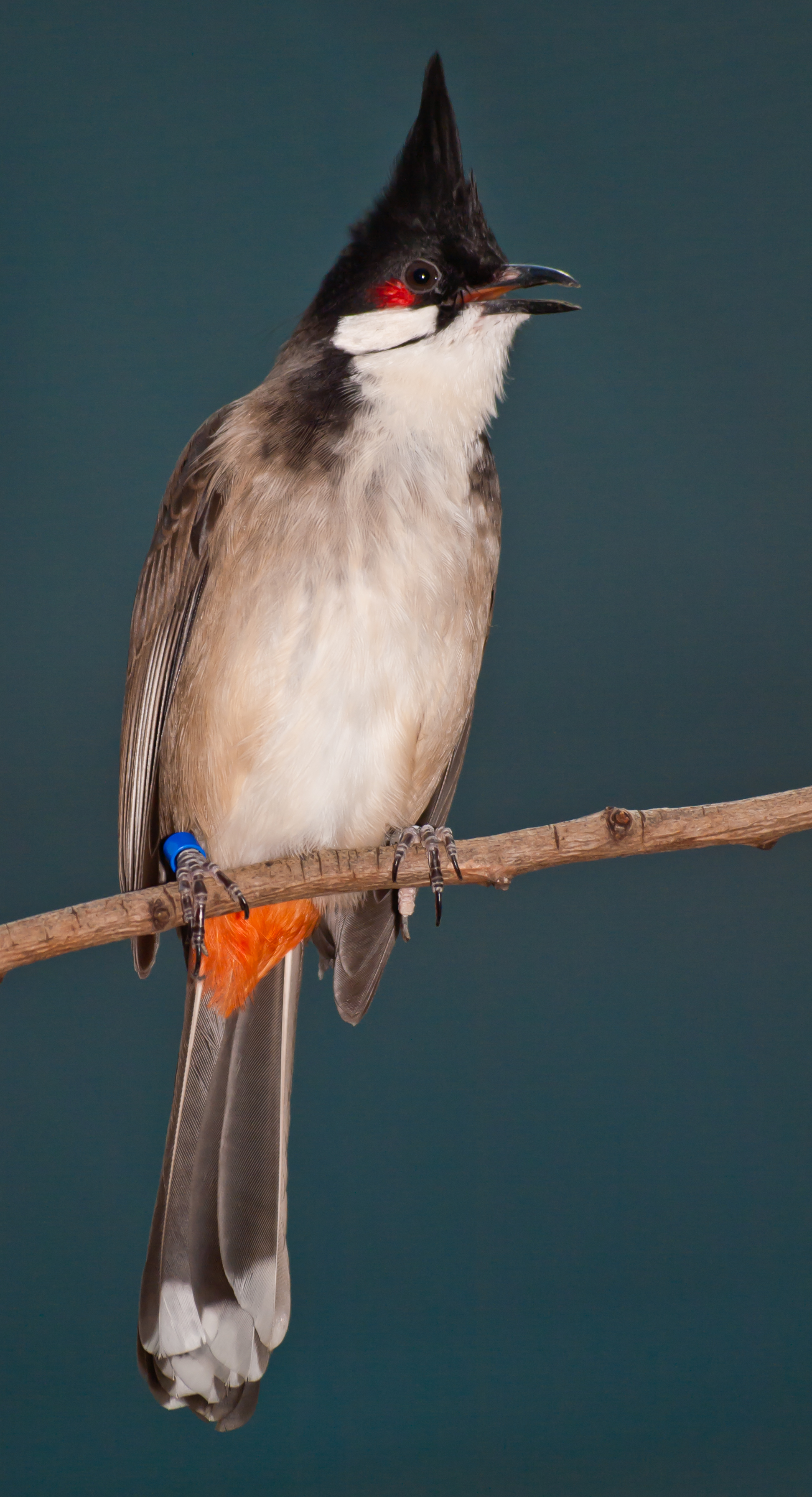
Pycnonotus jocosus.

Se reconocen las siguientes especies:
- Pycnonotus atriceps – bulbul cabecinegro;
- Pycnonotus aurigaster – bulbul ventridorado;
- Pycnonotus barbatus – bulbul naranjero;
- Pycnonotus bimaculatus – bulbul bimaculado;
- Pycnonotus blanfordi – bulbul de Blanford;
- Pycnonotus brunneus – bulbul ojirrojo;
- Pycnonotus cafer – bulbul cafre;
- Pycnonotus capensis – bulbul de El Cabo;
- Pycnonotus cinereifrons – bulbul penitente;
- Pycnonotus conradi – bulbul de Conrad;
- Pycnonotus cyaniventris – bulbul ventrigrís;
- Pycnonotus dispar – bulbul gorgirrojo;
- Pycnonotus dodsoni – bulbul de Dodson;
- Pycnonotus erythropthalmos – bulbul de anteojos;
- Pycnonotus eutilotus – bulbul lanudo;
- Pycnonotus finlaysoni – bulbul de Finlayson;
- Pycnonotus flavescens – bulbul amarillento;
- Pycnonotus flaviventris – bulbul crestinegro;
- Pycnonotus fuscoflavescens – bulbul de Andamán;
- Pycnonotus goiavier – bulbul culiamarillo;
- Pycnonotus gularis – bulbul gorginaranja;
- Pycnonotus hualon – bulbul caripelado;
- Pycnonotus jocosus – bulbul orfeo;
- Pycnonotus leucogenys – bulbul cariblanco;
- Pycnonotus leucogrammicus – bulbul rayado;
- Pycnonotus leucotis – bulbul orejiblanco;
- Pycnonotus luteolus – bulbul cejiblanco;
- Pycnonotus melanicterus – bulbul carinegro;
- Pycnonotus melanoleucos – bulbul blanquinegro;
- Pycnonotus montis – bulbul de Borneo;
- Pycnonotus nieuwenhuisii – bulbul ojiazul;
- Pycnonotus nigricans – bulbul encapuchado;
- Pycnonotus penicillatus – bulbul orejudo;
- Pycnonotus plumosus – bulbul aliverde;
- Pycnonotus priocephalus – bulbul cabecigrís;
- Pycnonotus simplex – bulbul ojiblanco;
- Pycnonotus sinensis – bulbul chino;
- Pycnonotus somaliensis – bulbul somalí;
- Pycnonotus snouckaerti – bulbul de Snouckaert;
- Pycnonotus squamatus – bulbul escamado;
- Pycnonotus striatus – bulbul estriado;
- Pycnonotus taivanus – bulbul de Taiwán;
- Pycnonotus tricolor – bulbul tricolor;
- Pycnonotus tympanistrigus – bulbul cuellipinto;
- Pycnonotus urostictus – bulbul ojigualdo;
- Pycnonotus xantholaemus – bulbul gorgigualdo;
- Pycnonotus xanthopygos – bulbul árabe;
- Pycnonotus xanthorrhous – bulbul pechipardo;
- Pycnonotus zeylanicus – bulbul cabeciamarillo.